# Buena vida (singolo)
Buena vida è un singolo del rapper portoricano Daddy Yankee e della cantante dominicana Natti Natasha, pubblicato il 25 luglio 2018 su etichetta discografica Pina Records. È la loro terza collaborazione dopo Otra cosa e il remix di Dura. Il brano è stato scritto dai due interpreti insieme a Rafael Nieves, Eli Barreto Ramos, Manuel Quintana e Carlos Marmo.

## Tracce
Download digitale
1. Buena vida – 3:04